# زهي جياو
زهي جياو (بالصينية: 矫喆) (21 أغسطس 1981 بجينان في الصين - ) هو لاعب كرة قدم صيني في مركز الدفاع. شارك مع منتخب الصين لكرة القدم. أما مع النوادي، فقد لعب مع جيجيانغ غرينتاون وشاندونغ لونينغ وكينغداو جونون ونادي بكين سينوبو غوان وInner Mongolia Zhongyou F.C. ‏.

## وصلات خارجية
- زهي جياو على موقع قاعدة بيانات كرة القدم.إي يو (الإنجليزية)
- زهي جياو على موقع ناشيونال فوتبول تيمز (الإنجليزية)
- زهي جياو على موقع Soccerway.com (الإنجليزية)